# Ngum a Jemea
Ngum a Jemea è un'opera teatrale di David Mbanga Eyombwan, scritta in lingua duala nel 1979. Il titolo significa in lingua duala "fede incrollabile"; e l'opera racconta uno degli episodi più importanti della storia moderna del Camerun: il coraggio del capo Rudolf Douala Manga Bell e del suo segretario Ngos a Din, uccisi per aver denunciato la politica coloniale tedesca nel paese.
L'opera è stata creata come teatro rituale in lingua duala; dall'opera è stata successivamente ricavata una versione in lingua francese, rielaborata in modo da renderla più compatibile con un teatro classico europeo.

## Trama
Ngum a Jemea racconta l'epoca di un re leale ed integrale che ha difeso il suo popolo ed è morto per quello. Ngum a Jemea fa rivivere i periodi più oscuri dell'occupazione coloniale tedesca sulla terra camerunese . Ngum a Jemea denuncia anche i problemi della società di oggi, e presenta il personaggio principale Rudolf Douala Manga Bell, in tre fasi: la sua intronizzazione, il suo processo, e i suoi arrivederci.

### L’intronizzazione di Rudolf Douala Manga Bell sul trono "king Bell"
Mentre il pubblico ha le orecchie tese, tutto inizia con una voce strana, accompagnata da suoni folcloristici, che da un breve riassunto del pezzo. E su uno sfondo nero, trasgredito con una decorazione bianca trasparente immobile, si poteva già vedere i gesti delle braccia degli spiriti e la sagoma di un uomo in ginocchio. Mani sulla testa, tutto portava già a pensare ai riti di intronizzazione. Era l'intronizzazione del sesto re del trono di King Bell. Tutto era spaventoso e ancora più spaventoso quando un rombo di tuono annuncia l'accettazione degli antenati, arriva a installare paura e mistero nella stanza. Immediatamente, il lato mistico delle tradizioni "Sawa" viene notato dai riti di "Esa", a cui erano sottoposti tutti i rappresentanti degli altri villaggi. Questi riti gli richiedevano di lavarsi il viso in una bacinella piena d'acqua con le foglie di dibokuboku (due lati) "Piper umbellatum", per sottolineare la loro sincerità nei confronti dell'evento. Così dopo averlo fatto a sua volta, Rudolf Douala Manga Bell fu installato a capo del capo superiore, con tutti i suoi attributi, tra cui il "njanjo" (Cacciatore di mosche), un simbolo di pace su cui, aveva scelto di portare il suo regno. Viene così accolto in pace dai ballerini del villaggio è gioia.

### L’incontro tra Rudolf Douala Manga Bell e Von Roehm
La seconda parte della presentazione assume una colorazione piuttosto scura con una convocazione del re che cambia il corso della storia. Infatti, dopo diversi anni di regno, Rudolf Douala Manga Bell viene convocato dal capo della regione (rappresentante della Germania). E durante il loro scambio, gli fu fatta una proposta basata sulla divisione del territorio, l'espropriazione dei nativi e un piano di urbanizzazione di parte della città a beneficio dei coloni. Era arrabbiato, Rudolf Douala Manga si ribella e si rifiuta di apporre la sua firma sui documenti della proposta maledetta. Il rappresentante dell'amministrazione coloniale cercherà più volte di convincerlo con atti di corruzione basati sulla fortuna e promesse allettanti (Una valigetta piena di fortuna). Ma Rudolf Douala Manga Bell ribadisce la sua dedizione a servire il suo popolo con onore e lealtà, con queste parole: "Mai, il territorio di Douala sarà oggetto di alcuna divisione ...”. La sua decisione e il suo coraggio sono poi accolti dai suoni di "tamtam" e tamburi che scuotono tutta la scena. Tuttavia, sebbene tremante, Von Roehm trovò comunque l'occasione per fare comprendere al re la sua indispensabilità e la natura irrevocabile della decisione presa. Fu in quel momento che scoppiò una rissa tra i due ex compagni della facoltà di Bonn. Una lotta alla fine della quale il potere fisico trionfa spodestando il capo della regione.
Rudolf Douala Manga Bell tornò a riferire sulla situazione agli altri capi della Township con i quali aveva deciso di montare una rivolta.
Il risentimento prende poi il sopravvento sulle emozioni, quando Rudolf Douala Manga Bell e il suo segretario Ngos’ a Din vengono accusati di alto tradimento a seguito di un complotto ordito dall'amministrazione coloniale in una lettera fittizia. La commedia suscita un odio che guida la ribellione in un momento in cui i valorosi Martiri vengono processati e condannati a morte, e quando i neri vengono trattati come razze inferiori, senza motivo. Prima della loro esecuzione, a Rudolf Douala Manga Bell fu permesso di visitare la sua famiglia per il suo addio. Sotto l'abbaiare dei cani, i miagolii dei gatti, le grida di gufi e rane, a tarda notte, bussò alla porta e misteriosamente, si imbatté in Anjo Bell, uno dei suoi soldati e protettore della famiglia in sua assenza. E alla domanda "come vanno le cose?", quest'ultimo gli farà un resoconto verbale delle condanne degli altri capi come Martin Paul Samba, Madola e il capo di Muyuka tutti detenuti per le stesse cause.

### L'addio di Rudolf Douala Manga Bell
La situazione sembra più preoccupante, perché a sua volta, ha informato Anjo Bell della sua condanna a morte, così come quella di Ngos’ a Din. "Rudolf Douala Manga Bell": gridava Anjo Bell, che gli aveva subito proposto di fuggire portando un gruppo di giovani, di accompagnarlo fino alla fine del mondo, oppure di sparire per i riti di pindi al momento dell'impiccagione. Ma, ancora una volta, il capo mostrerà ancora una volta coraggio e impegno rispondendo con questa canzone "Kem nei ma nya... kem kem kem nei ma nya o midongo... Na ma bôlè sibanè ditumba lam na wônè mô ...”. Continuò con queste dotte parole: "È meglio che un uomo muoia per un popolo, che un popolo perisca per un uomo, e se la salvezza del mio popolo deve passare attraverso di me, non sfuggirò mai a questa volontà". L'incontro di Rudolf Douala Manga Bell con Engomè, la sua tenera moglie, attirerà ancora sentimenti dai più lontani animi, creando un paesaggio emotivo molto forte. Rudolf Douala Manga Bell ebbe una profonda discussione con Engomè, lo tenne per l'ultima volta tra le braccia trasmettendo le sue ultime volontà. "Donna, visita le donne i cui mariti sono in prigione per portare loro conforto", ha detto. E con queste parole, è riuscito ad appollaiarsi un'espressione patetica su tutti i volti attraverso addii nostalgici e tristi. E prima di morire ecco le parole di Rudolf Douala Manga Bell “Esiomo essimo malinga o beyidi”. “Chiedo perdono a tutti coloro che ho offeso e perdono anche tutti coloro che mi hanno offeso”. Esortando il suo popolo al perdono e al patriotismo.

## Edizioni e traduzioni
L'opera è stata tradotta in francese dal professore e filosofo Ebénézer Njoh-Mouellé:
(FR) David Mbanga Eyombwan, Ngum a Jemea, Rudolf Dualla Manga Bell, Douala, CICD, 2005.
Una nuova edizione è stata poi pubblicata nel 2017:
(FR) David Mbanga Eyombwan, Ngum a Jemea o la foi inébranlable de Rudolf Dualla Manga Bell, Yaoundé, Presses de l'UCAC, 2017.
Dall'edizione francese è stata ricavata l'edizione italiana, a cura di Félicité Mbezelé:
 David Mbanga Eyombwan, Ngum a Jemea. La fede incrollabile di Rudolf Dualla Manga Bell, Roma, Armando Editore, 2011.

## Personaggi
- Rudolf Douala Manga Bell, King Bell - presidente del Ngondo

- Emma Engomè, la moglie di Rudolf Douala Manga Bell

- Tekla Njanjo, la figlia di Rudolf Douala Manga Bell e di Emma Engomè

- Ngos’ a Din, il segretario di Douala Manga Bell

- Anjo bell, assistente del capo di Bonanjo

- Kum’ a Mbape, capo superiore di bele-bele

- Mukud’a Mikano, capo di Bonamiko, mediatore del Ngondo

- Dibus’a Dika, King Akwa

- Ekwalla Epee, King Deido
- Von Roehm, capo di regioni, dirigente della circoscrizione della città di Duala

- Neidermeyer, giudice

- Il primo rappresentante

- Il secondo rappresentante

- Il terzo rappresentante

- I soldati

- l’assistente

- Il batterista

- Cinque giovane persone

- Gruppo delle persone del Ngondo[5]